# Jean Le Roy (poète)
Jean Antoine Le Roy, dit Jean Le Roy, est un poète français né à Quimper le 28 novembre 1894 et mort le 26 avril 1918 à Locre, dans les combats de la Première Guerre mondiale.

## Les débuts
Jean Le Roy est le fils d'Alphonse Le Roy et de Marie Ernestine Olgiati. Après la mort de son mari, quelques années après la naissance de Jean Le Roy, Marie Ernestine quitte la Bretagne avec son fils pour rejoindre Paris. Après avoir obtenu son baccalauréat en 1913, Jean Le Roy suit pendant un temps des études de droit, mais préfère se consacrer à la poésie. Dans la capitale, il fait la connaissance de Mireille Havet, qui l'évoque dans son journal. En 1913, ses poèmes sont publiés pour la première fois dans Les Soirées de Paris, revue dirigée par Guillaume Apollinaire. La même année, il publie un recueil de poèmes, Le Prisonnier des mondes, bien reçu par la critique. Alain Le Grand-Vélin, y voit « une architecture très abstraite, étonnante, précise et spectaculaire dans l'espace : un univers très sophistiqué, composé de lignes à l'infini ».

## La guerre
Engagé volontaire en 1914, Jean Le Roy part combattre dans le 37e régiment d'infanterie. Passé au 414e régiment d'infanterie , il y retrouve le capitaine d'infanterie René Dupuy, dit René Dalize, écrivain ami d'Apollinaire , et y fait la connaissance de François Bernouard, poète et typographe. Il crée avec eux une revue de tranchées, Les Imberbes. En 1916, il se distingue à Verdun et reçoit la Croix de guerre. L'année suivante, au cours d'un stage à Saint-Cyr pour devenir officier, il rencontre Jean Cocteau, avec lequel il noue une amitié forte et commence une correspondance. En 1918, il meurt au cours de combats sur le mont Kemmel.
Jean Cocteau a écrit : « Il était jeune, beau, bon, brave, génial, simple, c'est ce que la mort aime ».

## Publications posthumes
En 1924, puis en 1928, Jean Cocteau publie des poèmes inédits de Jean Le Roy sous le titre Le Cavalier de Frise. Il en rédige la préface. Après la guerre, quelques anthologies en font mention. En 2015, la Société des Amis de Louis Le Guennec réunit les poèmes publiés et inédits de Jean Le Roy dans un ouvrage intitulé Jean Le Roy, de Quimper aux tranchées . La correspondance avec le critique d’art américain Walter Pach, intégrée au livre, montre combien le poète était perçu comme un ferment essentiel de l’art nouveau, dont il était un puissant jalon. Bien que les œuvres de Le Roy ne soient actuellement disponibles qu'en français, la Société des Amis de Louis Le Guennec et Johns Hopkins University soutiennent actuellement la traduction de ses œuvres survivantes en anglais par E. Merrill Brouder, un universitaire breton-américain.